# Anton Petrovský
Anton Petrovský (* 9. srpna 1963) je bývalý slovenský fotbalista, obránce.

## Fotbalová kariéra
V československé a české lize hrál za Vítkovice, nastoupil celkem v 52 utkáních a dal 4 góly. Ve druhé lize hrál i za ZŤS Košice, Tatran Poštorná a Vítkovice.

## Ligová bilance
| Ročník                                      | Zápasy | Góly | Klub                |
| ------------------------------------------- | ------ | ---- | ------------------- |
| 1. slovenská národní fotbalová liga 1985/86 | 12     | 1    | ZŤS Košice          |
| 1. slovenská národní fotbalová liga 1986/87 | 22     | 1    | ZŤS Košice          |
| 1. slovenská národní fotbalová liga 1987/88 | 30     | 1    | ZŤS Košice          |
| 1. slovenská národní fotbalová liga 1988/89 | 29     | 0    | ZŤS Košice          |
| 1. československá fotbalová liga 1992/93    | 27     | 2    | SSK Vítkovice       |
| 1. česká fotbalová liga 1993/94             | 25     | 2    | FC Kovkor Vítkovice |
| Moravskoslezská fotbalová liga 1994/95      | -      | 0    | SK Tatran Poštorná  |
| 2. česká fotbalová liga 1995/96             | 29     | 0    | SK Tatran Poštorná  |
| 2. česká fotbalová liga 1996/97             | 13     | 0    | FC Vítkovice        |
| CELKEM I. LIGA                              | 52     | 4    |                     |